# 馮祖望
馮祖望（1585年—1653年），字元昌，别號生三，南直隶常州府武进县人，明末清初政治人物。

## 生平
天啓四年（1624年）甲子科舉人，崇禎四年（1631年）辛未科進士，户部观政，初任浏阳县知县，九年任本省同考官，十三年降职为陕西苑马寺萬安监録事，后升河南商城县知县。擢户部山西司主事，历浙江司员外郎、云南司郎中，授湖广布政司参议兼按察佥事。
崇禎十七年（1644年）督饷北上，途中闻京城失陷，遂恸哭归里，闭门不出，自號“吕道人”，郁郁而终。

## 著作
著有《生三集》、《七歌卷》等。

## 家族
父馮夢龍，新興知縣。